# 반다이 남코 뮤직 라이브
주식회사 반다이 남코 뮤직 라이브(일본어: 株式会社バンダイナムコミュージックライブ 가부시키가이샤 반다이 나무코 뮤짓쿠 라이부[*], 영어: Bandai Namco Music Live Inc.)는 일본의 음악 종합 엔터테인먼트 회사다. 주식회사 반다이 남코 홀딩스의 완전자회사이자 반다이 남코 그룹의 그룹 회사다. 일본레코드협회의 정회원이다.

## 역사
반다이 남코 그룹에서 2018년 4월 1일자 재편의 일환으로 반다이 비주얼과 란티스가 합병하여 반다이 남코 아츠가 발족해 영상과 음악의 콘텐츠 사업을 해왔지만, 2022년 4월 1일자 이를 통해 지금까지의 반다이 남코 아츠의 본체(음악사업)에 반다이 남코 라이브 크리에이티브와 선라이즈 뮤직을 흡수합병한다는 수법으로 다시 재편이 이루어지게 되었다.
그 후, 2022년 2월 8일에 행해진 반다이 남코 홀딩스의 이사회에서, 이 회사의 개요가 결정되었다. 이 재편에 의해, 란티스라는 라벨 브랜드를 가지고 있던 반다이 남코 아츠와, 라이브 이벤트의 제작을 맡은 반다이 남코 라이브 크리에이티브, 거기에, 음악 저작권의 관리·운용을 담당해 온 선라이즈 뮤직이 새 회사에 집결한다 따라서 음악을 다양한 면에서 종합적으로 프로듀스를 할 수 있는 체제가 완성된다.

## 사업

### 음악 레이블
- Lantis - 메인 레이블
- Kiramune - 남성 성우 레이블
- GloryHeaven
- Purple One Star
- SUNRISE Music Label
- MoooD Records

#### 과거의 음악 레이블
- GOOM STUDIO

### 라이브 이벤트 기획 제작 운영
반다이 남코 라이브 크리에이티브로부터 승계. 반다이 남코 그룹의 내외를 불문하고, 많은 라이브 이벤트의 기획 제작 운영을 맡고 있다.

### 통신 판매
모두 반다이 남코 아츠에서 이행.
- A-on STORE - CD 외 굿즈 판매 (운영 주체는 반다이 남코 필름웍스)
- L SCORE - 악보 판매

## 같이 보기
- 반다이 남코 필름웍스 - 같은 반다이 남코 그룹의 IP 프로듀스 유닛의 사업 총괄회사로 영상을 중심으로 한 IP를 기획 운영하는 기업